# Méricourt (Yvelines)
Pour les articles homonymes, voir Méricourt.
Méricourt est une commune française située dans le département des Yvelines, en région Île-de-France.
Ses habitants sont appelés les Méricourtois.

## Géographie

### Localisation
Méricourt est une commune riveraine de la Seine, située à  12 km à l'ouest de Mantes-la-Jolie et à 4 km à l'est de Bonnières-sur-Seine, sur la rive gauche, dans la boucle de Moisson.
| Freneuse   |           | Mousseaux-sur-Seine     |
|            | Méricourt |                         |
| Rolleboise | Guernes   | Saint-Martin-la-Garenne |

Elle est limitrophe de Mousseaux-sur-Seine au nord-est, de Saint-Martin-la-Garenne, au sud-est, dont elle est séparée par la Seine, de Rolleboise au sud-ouest et de Freneuse à l'ouest.

### Hydrographie
- La Seine, le barrage-écluse de Méricourt.

### Voies de communication et transports
Méricourt est desservie par la route nationale 13 qui longe la partie sud de la commune.

### Climat
Pour des articles plus généraux, voir Climat de l'Île-de-France et Climat des Yvelines.
En 2010, le climat de la commune est de type climat océanique dégradé des plaines du Centre et du Nord, selon une étude du CNRS s'appuyant sur une série de données couvrant la période 1971-2000. En 2020, Météo-France publie une typologie des climats de la France métropolitaine dans laquelle la commune est exposée à un climat océanique et est dans la région climatique  Sud-ouest du bassin Parisien, caractérisée par une faible pluviométrie, notamment au printemps (120 à 150 mm) et un hiver froid (3,5 °C). 
Pour la période 1971-2000, la température annuelle moyenne est de 11,1 °C, avec une amplitude thermique annuelle de 14,5 °C. Le cumul annuel moyen de précipitations est de 687 mm, avec 11,4 jours de précipitations en janvier et 7,7 jours en juillet. Pour la période 1991-2020, la température moyenne annuelle observée sur la station météorologique la plus proche, située sur la commune de Magnanville à 9 km à vol d'oiseau, est de 11,6 °C et le cumul annuel moyen de précipitations est de 641,5 mm,. Pour l'avenir, les paramètres climatiques de la commune estimés pour 2050 selon différents scénarios d'émission de gaz à effet de serre sont consultables sur un site dédié publié par Météo-France en novembre 2022.

## Urbanisme

### Typologie
Au 1er janvier 2024, Méricourt est catégorisée commune rurale à habitat dispersé, selon la nouvelle grille communale de densité à sept niveaux définie par l'Insee en 2022.
Elle appartient à l'unité urbaine de Bonnières-sur-Seine, une agglomération intra-départementale regroupant sept  communes, dont elle est une commune de la banlieue,,. Par ailleurs la commune fait partie de l'aire d'attraction de Paris, dont elle est une commune de la couronne,. Cette aire regroupe 1 929 communes,.

### Occupation des solssimplifiée
Le territoire de la commune se compose en 2017 de 85,38 % d'espaces agricoles, forestiers et naturels, 5,28 % d'espaces ouverts artificialisés et 9,34 % d'espaces construits artificialisés.

## Toponymie
D'après les registres paroissiaux, les formes anciennes de Méricourt sont : 1450 Mairicourt, entre 1700 à 1750 Maricourt, Mairicourt, Méricourt, seul ce dernier subsistera.
Le nom de « Méricourt » viendrait d'un nom d'origine germanique, Moricho, et du suffixe - cortem, dérivé du latin curtis, domaine.

## Histoire

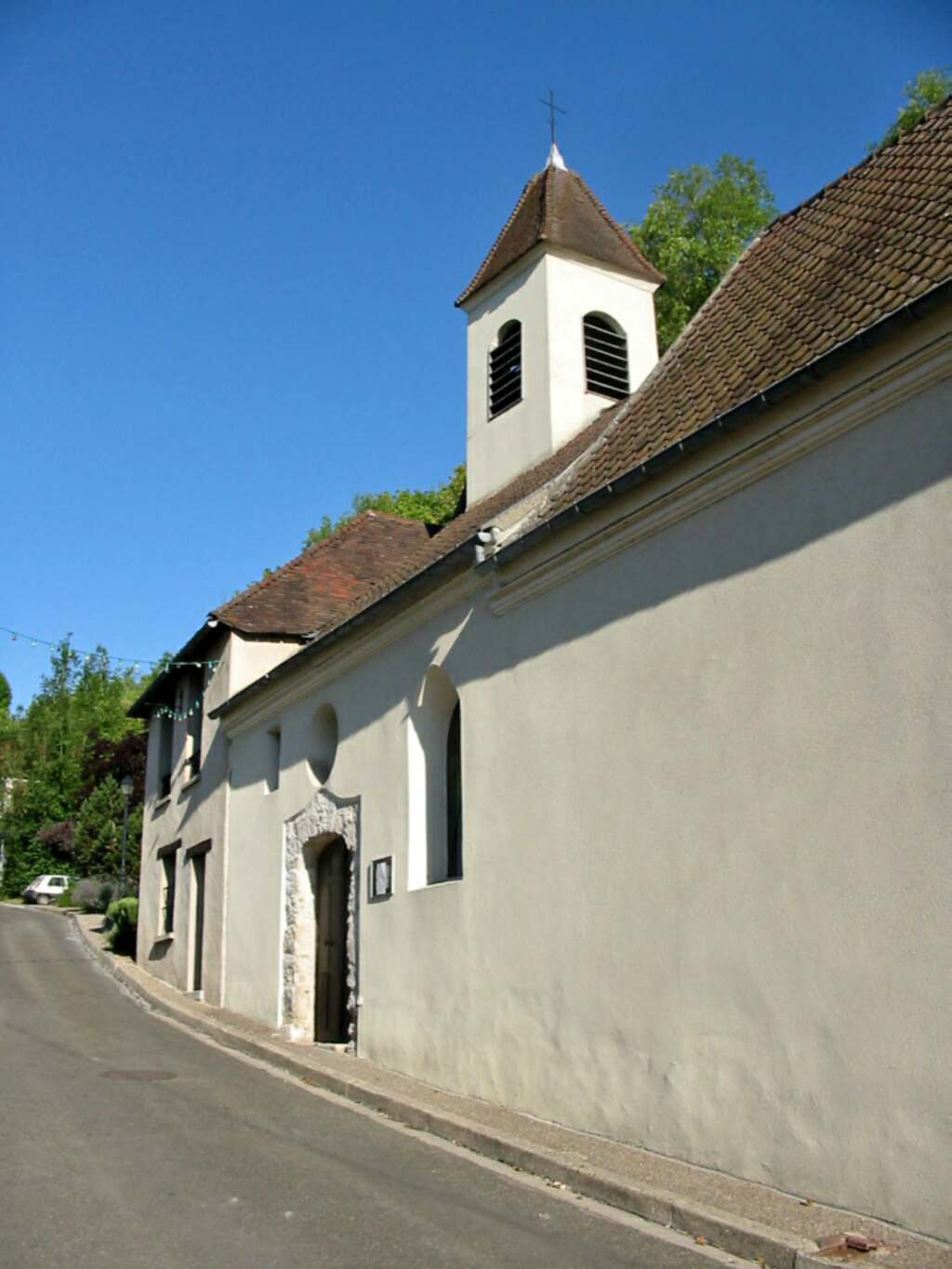
L'église de la Nativité-de-la-Très-Sainte-Vierge.

Ce territoire était déjà habité à l'époque néolithique. On y a retrouvé de nombreuses armes en silex taillé.
Des céramiques gallo-romaines et des monnaies ont été découvertes au XIXe siècle, dont un petit vase gris-bleu conservé dans les collections du musée Duhamel de Mantes-la-Jolie (actuelle musée de l'Hôtel-Dieu).
En 1450, la population de la paroisse de Freneuse devint importante surtout le long de la Seine dans le fief de Méricourt. Le seigneur de "Mairicourt, considérant que "ledit lieu de Mairicourt, est plus abondant en peuple que celui de Freneuze" décide pour le salut de la population, de construire une chapelle sous le vocable de la Nativité de la Sainte Vierge. La chapelle sera une annexe de la paroisse de Freneuse.
En 1583, une épitaphe de l'église nous annonce le décès de "haut et puissant seigneur de Maricourt chevallier de l'ordre du Roy, chambellan de sa Maison, seigneur châtelain et baron de Moucy-le-Châtel, Rouleboize, Méricourt, Mousseaulx, Chenest et autres teres.
En 1624, construction des fonts baptismaux.
En 1738 un chapelain demeure dans le hameau.
En 1773, création d'un cimetière, en 1776 il faut agrandir la chapelle qui est trop petite.
Jusqu'en 1790, Méricourt était une paroisse de Freneuse, puis il y eut le partage entre les deux communes.
Il fut érigé en commune indépendante en 1802.
Au XIXe siècle fut construit le barrage-écluse de Méricourt, dans le cadre de la canalisation de la Seine (cf. Économie).
Le 20 août 1944, c'est à Méricourt que l'avant-garde des troupes américaines venant de Normandie a franchi la Seine pour la première fois, en empruntant la passerelle du barrage, avant qu'un pont de bateaux ne soit installé entre Rosny-sur-Seine et Guernes pour constituer la première tête de pont sur la rive nord.
En 2003, Méricourt choisit d'adhérer la communauté d'agglomération de Mantes en Yvelines, plutôt qu'à la communauté de communes des Portes de l’Île-de-France centrée sur Bonnières-sur-Seine.

## Politique et administration

### Liste des maires

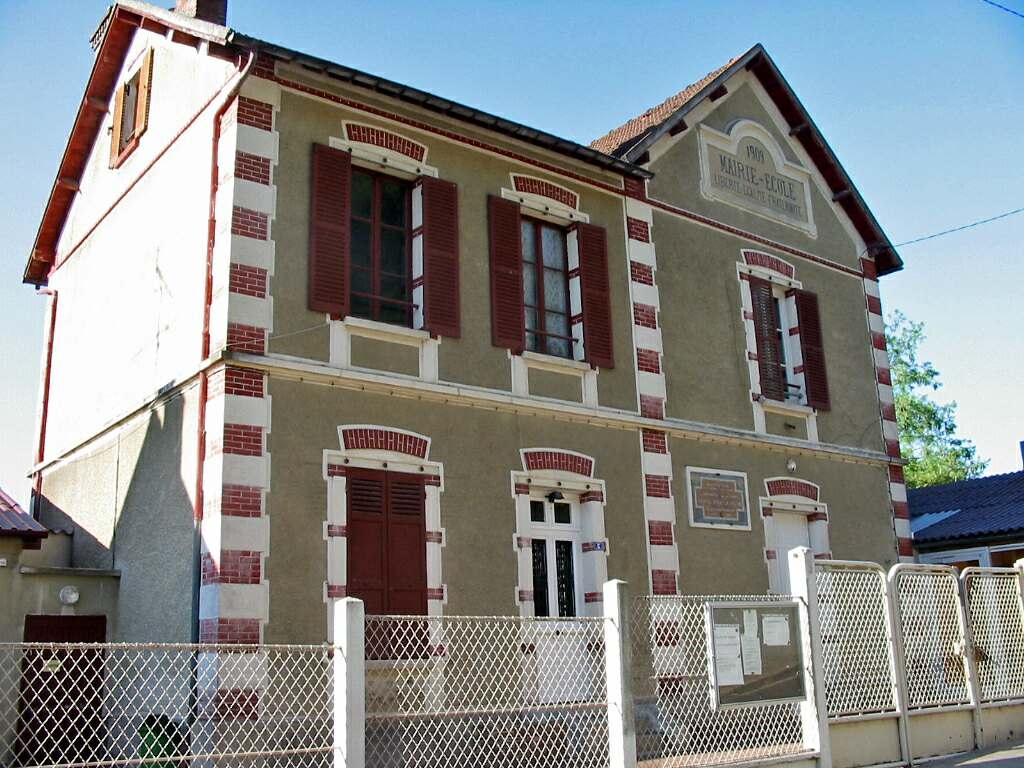
L'ancienne mairie-école.

| Période                                  | Période   | Identité             | Étiquette      | Qualité                                                   |
| ---------------------------------------- | --------- | -------------------- | -------------- | --------------------------------------------------------- |
| Les données manquantes sont à compléter. |           |                      |                |                                                           |
| mars 1945                                | mars 1975 | Joseph Vermeesch     |                |                                                           |
| avril 1975                               | 1981      | Bernard Terminarias  |                |                                                           |
| août 1980                                | 1982      | André Thémar         |                |                                                           |
| juin 1982                                | 1983      | Alain Cazes          |                |                                                           |
| mars 1983                                | 1989      | Jacqueline Thémar    |                |                                                           |
| mars 1989                                | 1990      | Michel Lissac        |                |                                                           |
| mars 1990                                | 2001      | Alain Cazes          | DVD            |                                                           |
| mars 2001                                | 2001      | Joël Godard          |                |                                                           |
| septembre 2001                           | 2008      | André Jézéquel       |                |                                                           |
| mars 2008                                | 2020      | Philippe Geslan      | UDI puis MoDem | Président de l'Association des maires ruraux des Yvelines |
| 2020                                     | En cours  | Philippe Jumeaucourt |                |                                                           |

### Instances administratives et judiciaires
La commune de Méricourt appartient au canton de Bonnières-sur-Seine et est rattachée à la Communauté urbaine Grand Paris Seine et Oise.
Sur le plan électoral, la commune est rattachée à la neuvième circonscription des Yvelines, circonscription à dominante rurale du nord-ouest des Yvelines.
Sur le plan judiciaire, Méricourt fait partie de la juridiction d’instance de Mantes-la-Jolie et, comme toutes les communes des Yvelines, dépend du tribunal de grande instance ainsi que de tribunal de commerce sis à Versailles,.

## Population et société

### Démographie

#### Évolution démographique
L'évolution du nombre d'habitants est connue à travers les recensements de la population effectués dans la commune depuis 1793. Pour les communes de moins de 10 000 habitants, une enquête de recensement portant sur toute la population est réalisée tous les cinq ans, les populations de référence des années intermédiaires étant quant à elles estimées par interpolation ou extrapolation. Pour la commune, le premier recensement exhaustif entrant dans le cadre du nouveau dispositif a été réalisé en 2005.

En 2022, la commune comptait 378 habitants, en évolution de −9,79 % par rapport à 2016 (Yvelines : +2,72 %, France hors Mayotte : +2,11 %).
| 1793 | 1800 | 1806 | 1821 | 1831 | 1836 | 1841 | 1846 | 1851 |
| ---- | ---- | ---- | ---- | ---- | ---- | ---- | ---- | ---- |
| 417  | 365  | 406  | 318  | 298  | 257  | 237  | 232  | 197  |

| 1856 | 1861 | 1866 | 1872 | 1876 | 1881 | 1886 | 1891 | 1896 |
| ---- | ---- | ---- | ---- | ---- | ---- | ---- | ---- | ---- |
| 198  | 179  | 173  | 158  | 139  | 235  | 218  | 146  | 142  |

| 1901 | 1906 | 1911 | 1921 | 1926 | 1931 | 1936 | 1946 | 1954 |
| ---- | ---- | ---- | ---- | ---- | ---- | ---- | ---- | ---- |
| 141  | 145  | 153  | 158  | 128  | 140  | 142  | 149  | 346  |

| 1962 | 1968 | 1975 | 1982 | 1990 | 1999 | 2005 | 2006 | 2010 |
| ---- | ---- | ---- | ---- | ---- | ---- | ---- | ---- | ---- |
| 299  | 211  | 266  | 309  | 359  | 360  | 392  | 391  | 391  |

| 2015 | 2020 | 2022 | - | - | - | - | - | - |
| ---- | ---- | ---- | - | - | - | - | - | - |
| 417  | 380  | 378  | - | - | - | - | - | - |

#### Pyramide des âges
En 2018, le taux de personnes d'un âge inférieur à 30 ans s'élève à 33,2 %, soit en dessous de la moyenne départementale (38 %). À l'inverse, le taux de personnes d'âge supérieur à 60 ans est de 24,5 % la même année, alors qu'il est de 21,7 % au niveau départemental.
En 2018, la commune comptait 202 hommes pour 206 femmes, soit un taux de 50,49 % de femmes, légèrement inférieur au taux départemental (51,32 %).
Les pyramides des âges de la commune et du département s'établissent comme suit.
| Hommes | Classe d’âge | Femmes |
| ------ | ------------ | ------ |
| 1,1    | 90 ou +      | 0,5    |
| 7,4    | 75-89 ans    | 6,8    |
| 19,1   | 60-74 ans    | 14,1   |
| 22,3   | 45-59 ans    | 25,5   |
| 17,0   | 30-44 ans    | 19,8   |
| 19,1   | 15-29 ans    | 15,1   |
| 13,8   | 0-14 ans     | 18,2   |

| Hommes | Classe d’âge | Femmes |
| ------ | ------------ | ------ |
| 0,6    | 90 ou +      | 1,4    |
| 6      | 75-89 ans    | 7,8    |
| 13,5   | 60-74 ans    | 14,8   |
| 20,7   | 45-59 ans    | 20,1   |
| 19,6   | 30-44 ans    | 19,9   |
| 18,5   | 15-29 ans    | 16,8   |
| 21,2   | 0-14 ans     | 19,2   |

## Économie

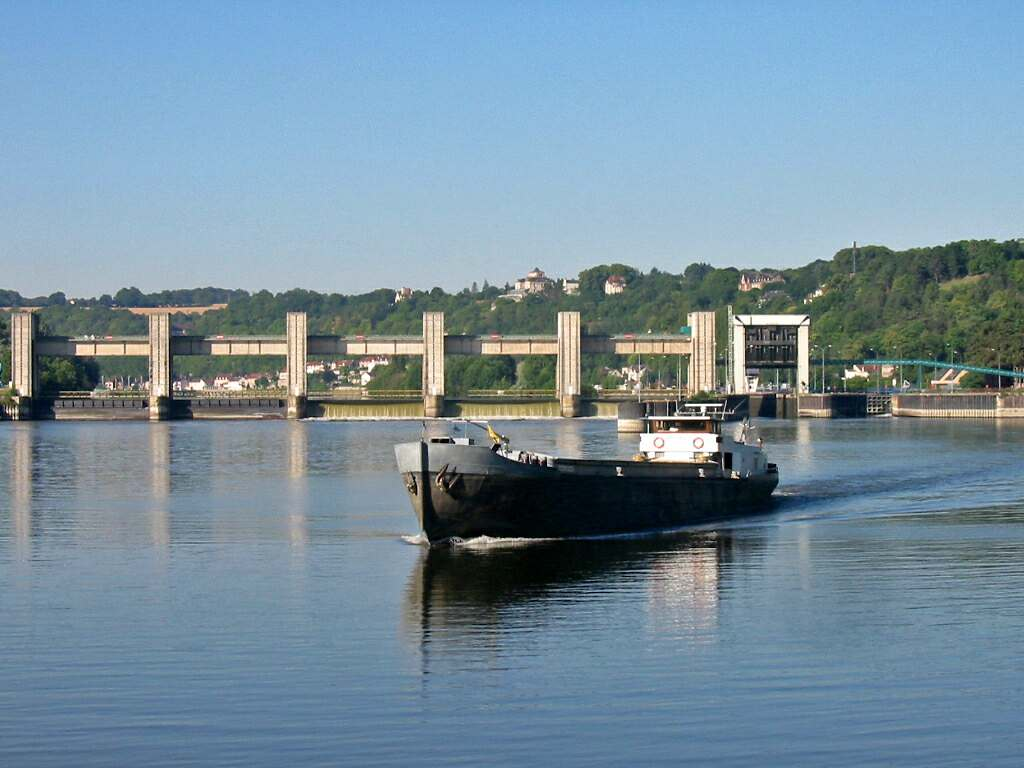
Le barrage-écluse.

Le barrage-écluse de Méricourt est un ouvrage en béton inauguré le 14 juillet 1886 et modernisé en 1965. Il comporte deux écluses de grande capacité, longues de 160 et 185 mètres. Le barrage, qui comporte cinq vannes permet de réguler le niveau de la Seine depuis Meulan. Encadré par les écluses de Meulan, 27 km en amont, et de Port-Villez (écluse désaffectée vers 1960), 25 km en aval, il entre dans un ensemble d'ouvrages qui permettent la navigation fluviale à grand gabarit sur la Seine. En temps normal, la différence de niveau entre le bief amont et le bief aval est de quatre mètres. Le trafic annuel qui transite est d'environ 10 millions de tonnes, transportées par 22 000 péniches, 2 000 caboteurs, auxquels s'ajoutent 1 500 bateaux de plaisance.

## Culture locale et patrimoine

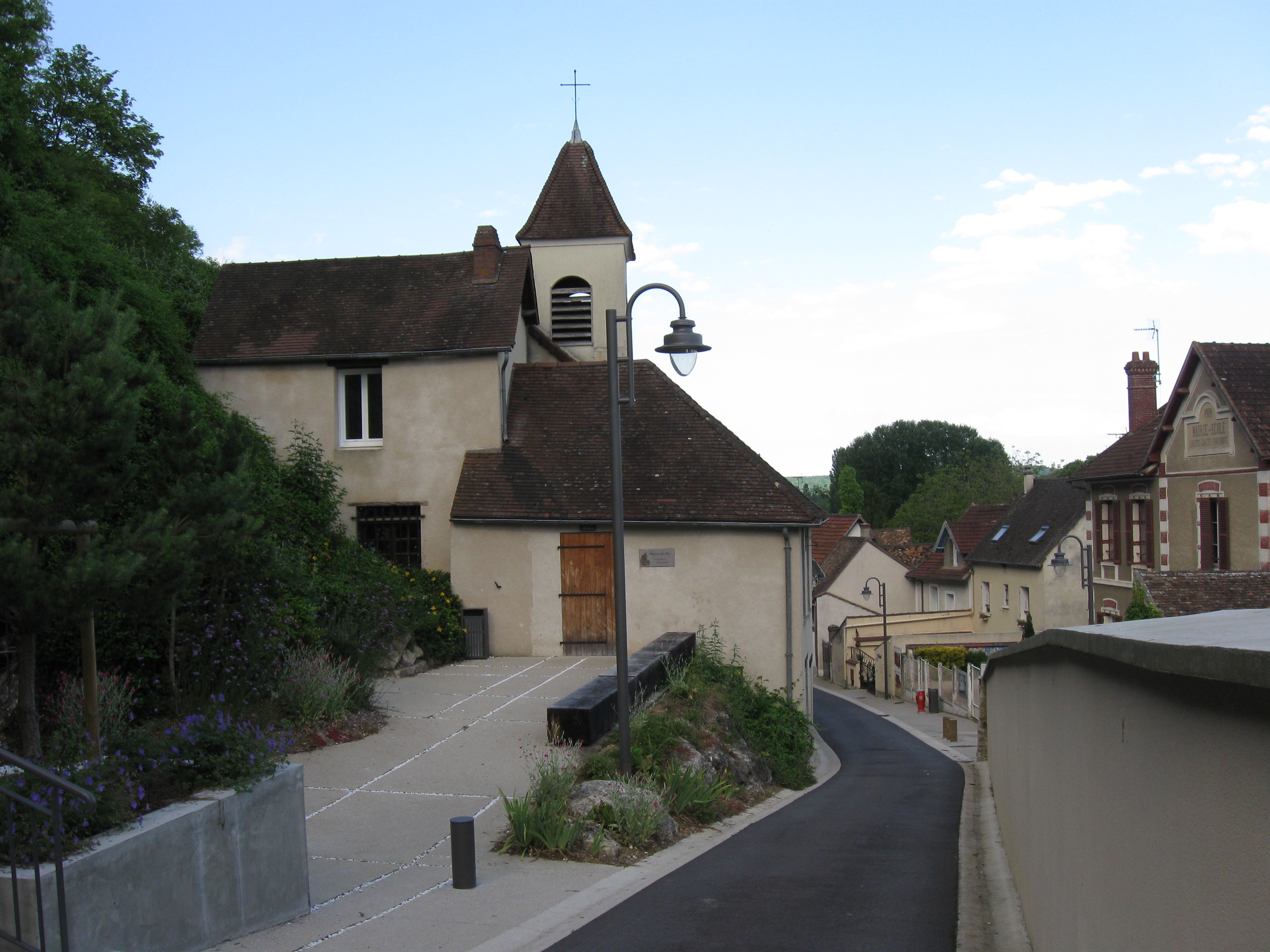
Rue principale et église de Méricourt.

### Lieux et monuments
- Église de la Nativité-de-la-Très-Sainte-Vierge : petite église en pierre enduite, construite par le seigneur de Méricourt en 1537, sur l'emplacement d'une chapelle datant de 1450. Elle fut agrandie en 1768.
- Maison de l'éclusier : bâtisse en pierre enduite à chaînages de brique rouge et fronton triangulaire, datant du XIXe siècle.